# Портисхед
 Тази статия е за музикалната група.  За града с това име вижте Портисхед (град).  
„Портисхед“ (на английски: Portishead) е трип хоп група от град Бристъл, Англия.
Наречена е на малкото градче Портисхед, намиращо се близо до Бристъл. Става известна и привлича лоялна публика с песните „Glory Box“ и „Sour Times“ от албума „Dummy“ (1994), считан за класика в трип хопа.
Групата дебютира с краткия шпионски филм „Да убиеш мъртвец“ (To Kill a Dead Man). Имат общо три студийни албума – „Dummy“ (1994), „Portishead“ (1997) и „Third“ (2008). През 1998 издават концертния албум „Roseland New York“, записан в концертна зала в Ню Йорк. „Dummy“ печели британската награда „Мъркюри“ и е включван в разнообразни класации за най-влиятелни албуми.
Основатели на групата са Джеф Бароу (Geoff Barrow) (клавишни) и Бет Гибънс (Beth Gibbons) (вокал). По-късно към тях се присъединява и Ейдриън Ътли (Adrian Utley) (китара).

## Дискография

### Студийни албуми
- Dummy – 1994
- Portishead – 1997
- Third – 2008

### Концертни албуми
- Roseland NYC Live – 1998

### Сингли
- „Numb“ 1994, Dummy
- „Sour Times“ 1994, Dummy
- „Glory Box“ 1995, Dummy
- „All Mine“ 1997, Portishead
- „Over“ 1997, Portishead
- „Only You“ 1998, Portishead
- „Machine Gun“ 2008, Third
- „The Rip“ 2008, Third
- „Magic Doors“ 2008, Third
- „Chase the Tear“ 2009